# Акты Московского государства 1554 года
Царствование: 1533—1584 — Иван IV Васильевич Грозный

## Акты Московского государства 1554 года
- Январь — Акты, относящиеся к Собору на Башкина Матвея Семёновича:

1. Дополнительный ответ к исповеди дьяка Висковатого Ивана Михайловича, касательно его ложных мнений о новописанных в московском Благовещенском Соборе иноках:
2. Соборная епитимия дьяку Михайлову Ивану.
3. Челобитная Благовещенских священников Сильвестра и Симеона Матвей, о помянутых иконах и о сношениях их с еретиков Башкиным и его единомышленником, бывшим игуменом Троице-Сергиева монастыря Артемием.

- 24 января — соборная грамота в Соловецкий монастырь о заточении бывшего игумена Троице-Сергиева монастыря Артемия с прописанием соборного определения о нём.
- 11 февраля — указная грамота царя Ивана Васильевича в Новгород Северский воеводе Полеву Осипу Васильевичу о службе без мест с Салтыковым Фёдором Игнатьевичем.
- 28 февраля — уставная дворцовых сёл Афанасьевского и Васильевского с деревнями и крестьянами.
- 10 марта — разъезжая рязанских третных писцов Годунова Михаила Васильевича и Замыцкого Василия Константиновича земле Шиловского Дмитрия Тимофеевича деревни Алексино с землёй Шиловского Даниила Тимофеевича и вдовы Шиловской Пелагеи Григорьевны с детьми Ситепаном и Яковым села Шилово в Старорязанском стане Рязанского уезда.
- 23 марта — ввозная грамота дьяков Сыркова Фёдора Дмитриевича и Дубровского Казарина Юрьевича Ржаникову Богдану Третьякову на деревни Козанево Зябки и другие в Пазерском погосте Шелонской пятины.
- 12 мая — указная грамота царя Ивана Васильевича в Муром Апраксину Матвею Прокофьевичу об отпуске судов с запасами к Казани и прибытии в Москву.
- 3 июня — жалованная кормленная грамота царя Ивана Васильевича Извольскому Булгаку Яковлевичу на волость Масленное Вологодского уезда под Мижуевым Алферием Васильевичем (акт фальсифицирован).
- 29 июля — жалованная данная и не судимая грамота царя Ивана Васильевича недорослю Сазонову Афанасию Степановичу на поместье его отца деревню Трубное в Заупском  стане, половины деревень Борщовка и Колчанка в стане Старое Городище Тульского уезда.
- 8 августа — жалованная кормленная грамота царя Ивана Васильевича Апраксину Матвею Прокофьевичу на волости Инебож и Вольга Владимирского уезда с правдой и пятном под Губастым Фёдором Даниловичем.
- 29 октября — разъезжая казначеев Сукина Фёдора Ивановича и Тютина Хозяина Юрьевича по обыску судей Ефимова Василия и Нороватого Нечая и разъезду переславских городовых приказчиков Забелина Юрия и Изъединова Константина, земле Троице-Данилова переславского монастыря села Троицкое с землёй  Воропанова Крячко Чемоданова села Логиново в Никитском стане Переславского уезда.
- 29 декабря — ввозная грамота дьяков Сыркова Фёдора Дмитриевича и Дубровского Казарина Юрьевича Суворову Ивану Васильевичу на жеребьи деревень Горки и Прушково в Высоцком Никольском погосте Шелонской пятины.